# Totius Graeciae Descriptio

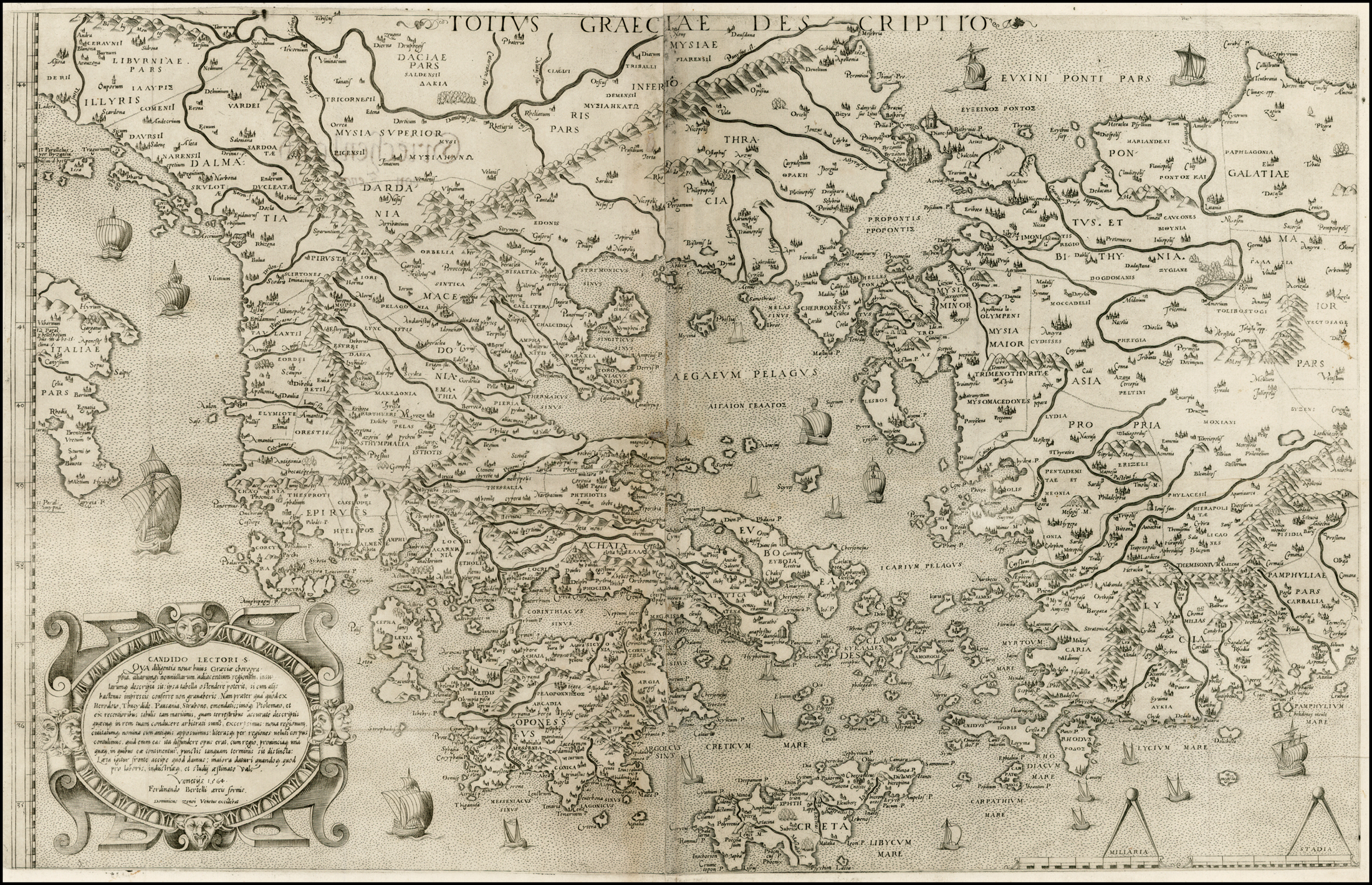
Versione della mappa, 1558.

Totius Graeciae Descriptio si riferisce a una prima mappa antiquaria della Grecia disegnata dall'umanista rinascimentale Nikolaos Sophianos, che divenne un bestseller cartografico della fine del XVI secolo. È di otto pagine e mostra la Grecia dai tempi mitici alla fondazione dell'Impero Romano d'Oriente e all'instaurazione del cristianesimo. La mappa attinge a molti storici e pensatori classici, tra cui Tolomeo, Erodoto, Tucidide, Strabone e Pausania.